# 위즈 칼리파
캐머런 지브릴 토머즈(Cameron Jibril Thomaz, 1987년 9월 8일 ~ )는 위즈 칼리파(Wiz Khalifa)란 예명으로 더 알려진 미국의 래퍼이다. 펜실베이니아주 피츠버그를 거점으로 활동하고 있다. 2006년, 데뷔 음반인 Show and Prove를 발표, 2007년에 워너 브로스 레코드와 계약했다. 2008년에 유로 댄스에 영향을 받은 싱글 〈Say Yeah〉를 발표해, 어번 라디오를 통해 방송되었다. Rhythmic Top 40으로 Hot Rap Songs로 차트에 들어갔다. 2009년 11월에 워너 브라더즈와의 계약을 해지하고, 두 번째 음반 Deal or No Deal를 발표하였다. 2010년 4월, 다운로드 믹스 테이프 Kush & Orange Juice를 발표 후, 아틀랜틱 레코드와 계약을 맺는다.. 아틀랜틱 이적 후 첫 싱글 "Black and Yellow"가 Billboard Hot 100에서 1위를 하였다. 이적후 데뷔 음반인 Rolling Papers는 2011년 3월 29일에 발매되었다.

## 어린 시절
캐머런 지브릴 토머즈는 1987년 9월 8일 태어났다. 군인이었던 그의 부모는 그가 세 살때 이혼했다. 부모가 모두 군인이었기 때문에 그는 독일, 영국, 일본 등지로 여러번 이사를 다녔으며, 피츠버그에 정착해 Taylor Allderdice High School에 다녔다. 

그는 "현명함"을 뜻하는 wisdom와 아랍어로 "후계자"를 뜻하는 Khalifa를 결합해 Wiz Khalifa(위즈 칼리파)라는 예명을 만들었고, 17번째 생일에는 이 예명을 문신으로 몸에 새기기도 했다. 

위즈 칼리파는 지미 헨드릭스, 노토리어스 B.I.G 등으로부터 음악적인 영향을 받았다.

## 커리어
초기 믹스테잎과 Show and Prove (2005-08) 

2004년, 로스트럼 레코드(Rostrum Records)의 사장 Benjy Grinberg는 피츠버그의 신예 아티스트들의 믹스테잎에 참여한 위즈 칼리파의 랩을 듣고 위즈 칼리파에게 관심을 가지게 된다. 그가 당시 16살이었던 위즈 칼리파를 만났을 때, 그는 다이아몬드의 원석처럼 아직 다듬어지지는 않았지만 엄청난 가능성이 보이는 위즈 칼리파에게 반해 단번에 위즈칼리파와 계약하기로 결정한다. 

위즈칼리파는 로스트럼 레코드에서 첫 번째 믹스테잎 Prince of the City: Welcome to Pistolvania를 발매한다. 이에 이어 2006년에는 첫 정규앨범 Show and Prove를 발매하는데, 이 앨범으로 위즈 칼리파는 Rolling Stone지가 선정한 "주목해야 할 아티스트"로 선정된다. 

2007년, 위즈 칼리파는 두 장의 믹스테잎 Grow Season, Prince of the City를 발매한다. 그는 워너 브라더스 레코드와도 계약했는데, 워너 브라더스 레코드에서 발매한 싱글 "Say Yeah"는 빌보드 Rhythmic Top 40 차트에서 25위, Hot Rap Tracks차트에서 20위를 차지하며 좋은 반응을 얻었다. 

위즈칼리파는 로스트럼 레코드에서 2008년과 2009년에 각각 믹스테잎 Star Power와 Flight School을 발매했다. 2009년 7월 워너 브라더스 레코드에서 발매가 예정되어 있던 앨범 First Flight이 계속해서 연기되면서 위즈칼리파는 워너 브라더스 레코드와 갈라서게 된다. 

 Deal or No Deal 그리고 애틀랜틱 레코드와의 계약 (2009-10) 

2009년 8월, 위즈 칼리파는 싱글 "Teach U to Fly"와 뉴 올리언스 출신의 랩퍼 Curren$y와의 콜라보레이션 믹스테잎 How Fly를 발매한다. 이 믹스테잎에서 위즈 칼리파는 랩과 노래를 왔다갔다하는 멜로딕한 스타일을 선보였다. 2009년 11월에 발매한 믹스테잎 Burn After Rolling에서는 Beyoncé의 "If I Were A Boy", "Diva", Empire of the Sun의 "Walking on a Dream", Camp Lo의 "Luchini AKA This Is it", Drake의 "Best I ever had" 등 이미 유명한 곡의 비트에 랩을 해 화제를 모았다.

위즈 칼리파의 두 번째 앨범 Deal or No Deal은 2009년 11월에 발매되었다. 이 앨범으로 위즈 칼리파는 The Source지에서 선정하는 "Rookie Of The Year"로 선정되기도 했다. 

2010년 발매한 믹스테잎 Kush and Orange Juice는 인터넷을 통해 무료로 배포했는데, #kushandorangejuice를 해쉬태그한 수많은 게시물들로 인해 트위터의 No.1 trending topic으로 선정되었으며, Google의 hot search trends에서도 1위를 차지할 정도로 그 인기가 대단했다. 또한 시청자들의 투표로 결정되는 MTV의 "Hottest Breakthrough MC of 2010"에서 7만 여 표를 받아 Nicki Minaj를 제치고 winner로 선정되었다. 2010 7월, 위즈 칼리파는 애틀랜틱 레코드와 계약했다.
메인스트림에서의 성공과 Rolling Papers, O.N.I.F.C. (2010-12) 

위즈 칼리파가 발매한 첫 번째 싱글 "Black and Yellow"는 라디오를 통해 미국전역에 방송되었다. 이 싱글은 빌보드 Hot 100 차트에서 1위를 차지하는 대성공을 거두었다. 

2011년 3월 발매한 3집 Rolling Papers는 발매 즉시 빌보드 200 차트에서 2위를 차지하는 위력을 보였다. 발매 첫 주 미국 내에서만 19만 7천장의 음반이 팔려나갔다. 2011년 6월, 칼리파는 BET Awards of 2011의 Best New Artist 부문을 수상했으며, 영국의 대표적인 랩퍼 타이니 템파(Tinie Tempah)와의 콜라보레이션 트랙을 발매하기도 했다. 

Only Nigga In First Class의 줄임말인 4집 O.N.I.F.C 역시 발매 즉시 빌보드 차트 2위, 첫 주 13만 1천장 판매를 기록하며 메인 스트림 마켓에서 큰 성공을 거두었다. 특히 이 앨범에 수록된 "Work Hard, Play Hard"와 "Remember You"는 상업적으로 크게 성공하였다.
 Blacc Hollywood (2013-현재)
2013년 6월, 위즈칼리파는 정규 5집 앨범이 Blacc Hollywood라는 타이틀로 발매될 예정이라고 밝혔다. 2014년 2월 첫 싱글 "We Dem Boyz"를 시작으로 수록곡이 하나씩 공개된 Blacc Hollywood는 2014년 8월 19일 정식 발매한다.

## 사생활
위즈 칼리파는 카니예 웨스트의 전 연인이기도 한 모델 앰버 로즈와 2013년 6월 결혼했다. 위즈 칼리파와 앰버 로즈 사이에는 2013년 2월 태어난 아들 세바스천 테일러 토머즈(Sebastian Taylor Thomaz)가 있다. 

피츠버그 시 의회는 2012년 12월 12일을 "위즈 칼리파의 날"로 정했다. 위즈 칼리파는 피츠버그의 Taylor Allderdice High School을 졸업했으며 2012년에는 펜실베이니아 캐넌버그 근처에 집을 구입했다. 

위즈 칼리파는 공공연한 마리화나 애호가이다. 그는 여러 인터뷰를 통해 매일 마리화나를 피우며, 그러기 위해 매달 만 달러를 쓰고 있다고 밝힌 바 있다.

## 디스코그래피
- Show and Prove (2006)
- Deal or No Deal (2009)
- Rolling Papers (2011)
- O.N.I.F.C. (2012)
- Blacc Hollywood (2014)